# Keep On Running (chanson de Jackie Edwards)
Pour les articles homonymes, voir Keep On Running.
Pistes de Come on Home
The Same One
(3) Yesterday
(5)
Keep On Running est une chanson de soul écrite, composée et interprétée par le chanteur jamaïcain Jackie Edwards, présente sur l'album Come on Home sorti en 1965.
Reprise la même année par le groupe de rock britannique The Spencer Davis Group, elle devient un succès, notamment au Royaume-Uni où elle se classe en tête des ventes de singles.

## Version de The Spencer Davis Group
Singles de The Spencer Davis Group
Strong Love
(1965) Somebody Help Me
(1966)
Keep On Running interprété par The Spencer Davis Group sort en single en novembre 1965. La chanson est incluse dans le deuxième album du groupe simplement titré The Second Album qui sort en janvier 1966.
C'est un succès international.

### Classements hebdomadaires
| Classement (1966)                       | Meilleure place |
| --------------------------------------- | --------------- |
| Afrique du Sud (Springbok Radio)        | 14              |
| Allemagne (Media Control AG)            | 8               |
| Australie (ARIA)                        | 21              |
| Belgique (Flandre Ultratop 50 Singles)  | 19              |
| Belgique (Wallonie Ultratop 50 Singles) | 33              |
| Canada (RPM Top Singles)                | 22              |
| États-Unis (Billboard Hot 100)          | 76              |
| France (IFOP)                           | 19              |
| Irlande (IRMA)                          | 3               |
| Norvège (VG-lista)                      | 5               |
| Pays-Bas (Nederlandse Top 40)           | 20              |
| Royaume-Uni (UK Singles Chart)          | 1               |

| Classement (1972)                      | Meilleure place |
| -------------------------------------- | --------------- |
| Belgique (Flandre Ultratop 50 Singles) | 26              |
| Pays-Bas (Single Top 100)              | 7               |

## Autres reprises
D'autres artistes ont repris la chanson, parmi lesquels Tom Jones, Little Bob, The Purple Helmets, ou l'acteur John Alford dont la version, en 1996, sortie en single double face A avec le titre If, est un succès au Royaume-Uni (24e dans le UK Singles Chart),. Dick Rivers l'interprète en français en 1966 sous le titre Prends ma place, puis Herbert Léonard en 2014 sous le titre Elle est divine.